# Teatro de la Zarzuela
El Teatro de la Zarzuela es un teatro de Madrid (España), inaugurado en 1856, históricamente situado en el número 4 de la calle de Jovellanos, desde 2022 en la plazuela de Teresa Berganza, en el barrio de Justicia. Reformado en varias ocasiones, fue declarado Monumento Nacional en 1998 y se encuentra en la lista de Bienes de interés cultural de la ciudad de Madrid.
El Teatro de la Zarzuela es el centro de creación artística del Instituto Nacional de las Artes Escénicas y de la Música (INAEM) que tiene por cometido fundamental recuperar, conservar, revisar y difundir el género lírico español, y en concreto la zarzuela, impulsando su proyección nacional e internacional, en un marco de plena autonomía artística y de creación. El teatro también es sede habitual de la Compañía Nacional de Danza y del Ballet Nacional de España.

## Historia
Fue inaugurado el 10 de octubre de 1856, fecha del cumpleaños de la entonces reina Isabel II, gracias a la iniciativa de la Sociedad Lírico Española, con el objetivo de tener un espacio propio para las interpretaciones de zarzuelas en la capital de España. Sus impulsores fueron consagrados maestros de la época como Francisco Asenjo Barbieri, Joaquín Gaztambide, Rafael Hernando, José Inzenga, Francisco Salas, Luis Olona o Cristóbal Oudrid, bajo la financiación del banquero Francisco de las Rivas. Las obras fueron encargadas al arquitecto Jerónimo de Gándara, aunque ejecutadas por José María Guallart, tomando como modelo la Scala de Milán. Así, quedó un edificio en forma de herradura con tres alturas de palcos.

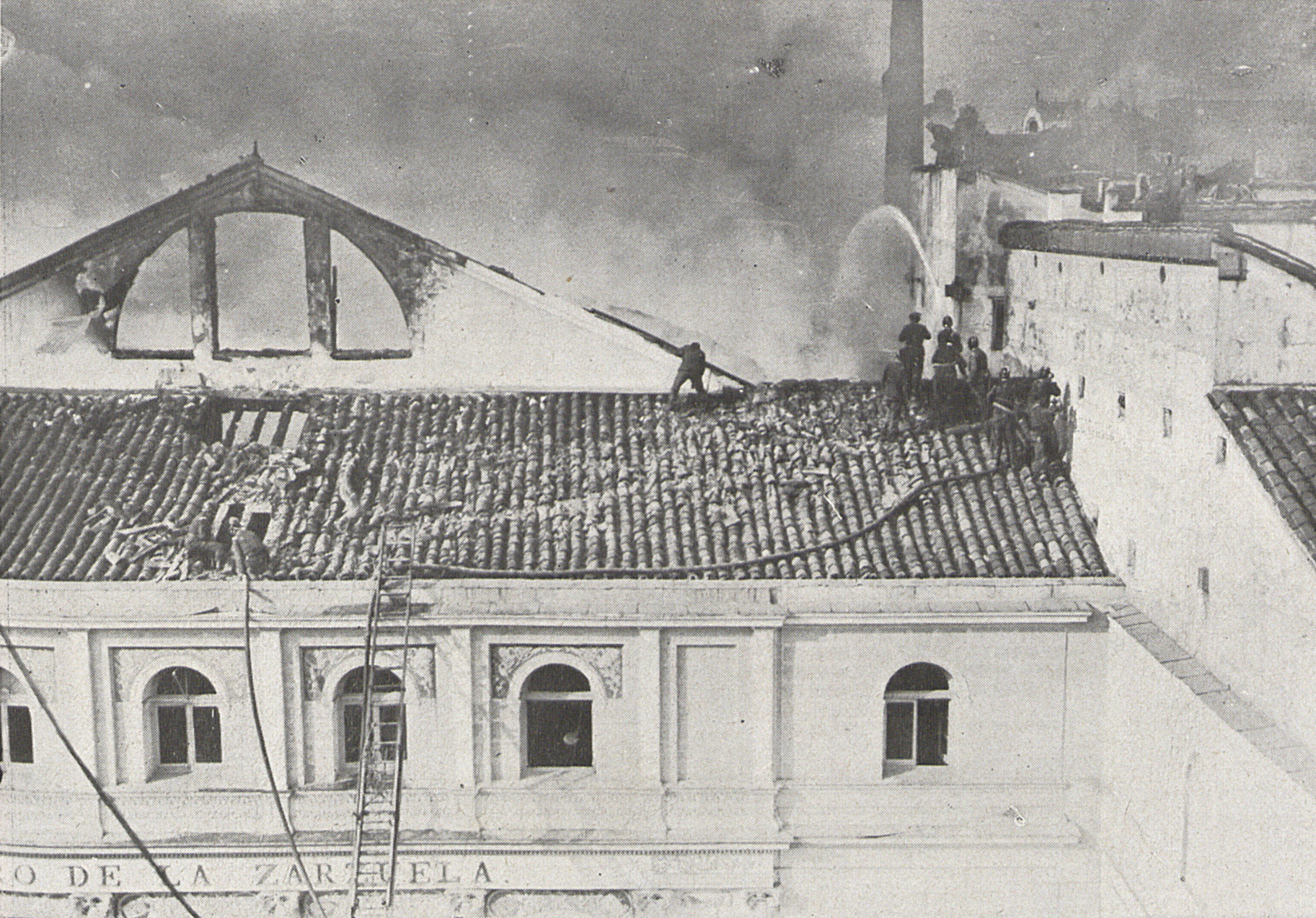
Incendio en el teatro en 1909

Durante la segunda mitad del siglo XIX, el Teatro se convirtió en el lugar central donde se interpretaban las piezas maestras de la zarzuela, principalmente grande o de dos actos, y se producían sus estrenos al público. A lo largo de 1859 el Teatro de la Zarzuela puso en escena 31 obras. El 9 de noviembre de 1909 el edificio del pueblo fue prácticamente destruido por un pavoroso incendio tras el que solo quedaría en pie su fachada. Reconstruido usando menos madera y más metal. El proyecto corrió a cargo de Cesáreo Iradier y las obras fueron dirigidas por José Martínez de Ubago. En 1914 el maestro Luna levantó el telón al reinaugurarlo con su orquesta. 
En 1955 siendo propiedad de los herederos del compositor Rafael Calleja Gómez y del industrial Manuel del Río Bengoechea, fue vendido a la Sociedad General de Autores de España, realizando una remodelación en la que perdió buena parte de la fachada y los ornamentos del interior. En 1963 pasó a ser propiedad del Estado y en 1984 el Ministerio de Cultura, a falta de un teatro de ópera en Madrid, amplió la oferta de actividades (además de la zarzuela y la ópera) a la danza y el flamenco.
En 1998, tras la declaración cuatro años antes del edificio como Monumento Nacional, fue de nuevo remodelado, recuperando buena parte de su estructura y forma original y siendo destinado en exclusiva a la lírica española. Desde enero del mismo año la Orquesta de la Comunidad de Madrid es la titular del Teatro de la Zarzuela.
En 2018 estuvo a punto de producirse la fusión del teatro con el Teatro Real para intentar conseguir un gran centro lírico en Madrid. Así el escenario del Teatro de la Zarzuela pasaría a convertirse en un segundo escenario del Real. Se produjeron una serie de huelgas por parte de los trabajadores del Teatro de la Zarzuela y del Instituto Nacional de las Artes Escénicas y de la Música (INAEM). Finalmente este proyecto de fusión fue rechazado por parte del Ministerio de Cultura.
En noviembre de 2023 el cargo de dirección fue asumido por Isamay Benavente, primera mujer en dirigir el teatro, en sus 167 años de historia.

## Orquesta y Coro
Desde 1998, la Orquesta de la Comunidad de Madrid es la Orquesta del Teatro de la Zarzuela. Además, el Teatro de la Zarzuela cuenta con un coro propio, dirigido desde 1994 por Antonio Fauró. Con el coro de la zarzuela se hacen todo tipo de montajes de ópera, zarzuela y oratorios.

## Espectáculos

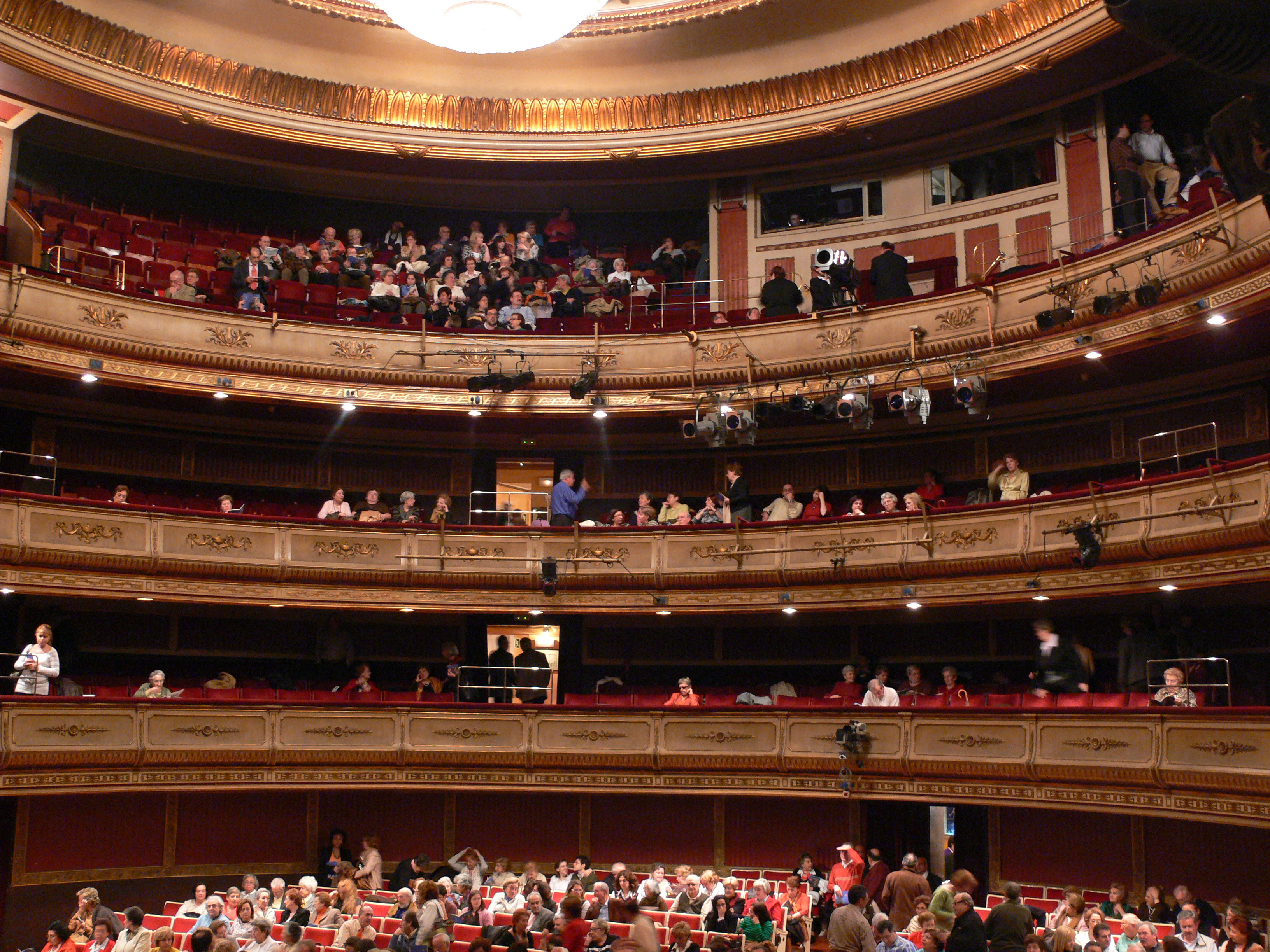
Interior del teatro

El Teatro de la Zarzuela, aparte de su programación lírica habitual, ofrece una serie de conciertos, además de las Notas Ambigú o el Ciclo de Lied, en los que tiene protagonismo la canción lírica breve para voz solista y un acompañamiento. También hay que destacar de este teatro los proyectos didácticos, especialmente el Proyecto Zarza (zarzuela por jóvenes y para jóvenes) que pretende acercar la zarzuela a los jóvenes a través de la adaptación de clásicos como La Revoltosa, El dúo de la Africana, La verbena de la Paloma o Agua, Azucarillos y Aguardiente. En 2021, dentro de este proyecto se creó un espectáculo, Amores en Zarza, en la cual se unen una serie de números musicales de distintas zarzuelas.

## Otros servicios
Además, el Teatro de la Zarzuela cuenta con servicios como: tienda (situada en la entrada del vestíbulo), guardarropa (servicio gratuito situado en la entrada del vestíbulo principal), ambigú (bar situado en el vestíbulo de la primera planta, su abertura será una hora antes de cada obra y en los descansos. Únicamente se puede consumir en el propio bar).
En el ambigú se realizan también conciertos y actuaciones de pequeño formato.

## Director/a
- Vicente Lleó Barbastre
- Amadeo Vives (1908-?)
- Federico Moreno Torroba
- Pablo Luna (1925-?)
- Paolo Pinamonti (2011-2015)[20]
- Daniel Bianco (2015-2023)
- Isamay Benavente (2023-presente)